# Joílson de Jesus Cardoso
Joílson de Jesus Cardoso (Osasco, 25 maggio 1991) è un calciatore brasiliano, difensore dell'Água Santa.

## Carriera

### Club
Il 1º gennaio 2017 viene acquistato a titolo definitivo dalla squadra brasiliana dell'Oeste.